# Rob van Empel
Rob van Empel   (Heilig Landstichting, 17 de juliol de 1941) és un nedador neerlandès, ja retirat, especialista en braça, que va competir durant les dècades de 1950 i 1960.
En el seu palmarès destaca una medalla de bronze en els 200 metres braça al Campionat d'Europa de natació de 1962. En les sèries d'aquesta cursa aconseguí millorar el rècord nacional amb un temps de 2'35.5", un rècord que es mantindria vigent durant gairebé deu anys.